# Sidney Kerner
Sidney Kerner (* 1920 in Brooklyn, New York; † 2013) war ein US-amerikanischer Fotograf. Er war Mitglied der New Yorker Photo League. Die Photo League war eine Organisation von Fotografen in New York, die sich der Dokumentation des Lebens in den Arbeitervierteln widmete. Sie wurde 1936 gegründet und bot ihren Mitgliedern Schulungen, Ausstellungsräume und eine Plattform für den Austausch über soziale und kreative Themen. Die Photo League wurde 1951 aufgelöst, nachdem sie während der McCarthy-Ära auf die schwarze Liste des US-Justizministeriums gesetzt worden war. Die Photo League spielte eine wichtige Rolle bei der Entwicklung der sozialdokumentarischen Fotografie in den USA.

## Leben
Sidney Kerner trat der Photo League 1937 im Alter von 17 Jahren bei und engagierte sich in verschiedenen Projekten, darunter die Pitt Street-Serie unter der Leitung von Walter Rosenblum. Während des Zweiten Weltkriegs diente Sidney Kerner im 28. Photographic Reconnaissance Squadron auf Okinawa, Japan. Nach dem Krieg arbeitete er als Filmkameramann und später als Lichtdirektor bei NBC-TV (1953–1961) und ABC-TV (1961–1991).  

## Werk
Sidney Kerners Fotografien konzentrieren sich auf das urbane Leben in New York City, wobei er oft alltägliche Szenen und Bauwerke festhielt. Seine Arbeiten zeichnen sich durch eine dokumentarische Herangehensweise aus, die die Dynamik und den Wandel der Stadt einfängt. In den 1970er und 1980er Jahren dokumentierte er den Bau von Gebäuden wie dem AT&T Building und dem IBM Building in Manhattan.
Sidney Kerners Fotografien sind in den Sammlungen mehrerer renommierter Institutionen vertreten, darunter das Brooklyn Museum of Art, die New York Public Library und das Museum of Fine Arts in Houston, Texas. Seine Arbeiten wurden auch international ausgestellt, beispielsweise in der National Gallery of Canada in Ottawa und der Bibliothèque Historique de la Ville de Paris.

## Ausstellung
- 1981/1982: Manhattan observed: fourteen photographers look at New York, 1972–1981. New-York Historical Society
- 2011: The Radical Camera: New York’s Photo League, 1936– 1951, The Jewish Museum, New York.